# Samoa nos Jogos Olímpicos de Verão de 2008
Samoa participou dos Jogos Olímpicos de Verão de 2008, em Pequim, na China. O país estreou nos Jogos em 1984 e esta foi sua 7ª participação.

## Medalistas

### Prata
- Ele Opeloge — Halterofilsmo, + 75 kg feminino

## Desemepnho

### Atletismo
| Atleta         | Prova                        | Eliminatórias | Eliminatórias | Semifinal   | Semifinal   | Final       | Final       |
| Atleta         | Prova                        | Resultado     | Pos.          | Resultado   | Pos.        | Resultado   | Pos.        |
| -------------- | ---------------------------- | ------------- | ------------- | ----------- | ----------- | ----------- | ----------- |
| Aunese Curreen | 800 m masculino              | 1m47s45       | 29º           | Não avançou | Não avançou | Não avançou | Não avançou |
| Serafina Akeli | Lançamento de dardo feminino | 49,26 m       | 49º           | Não avançou | Não avançou | Não avançou | Não avançou |

### Boxe
| Atleta                  | Prova            | Ronda dos 32                  | Ronda dos 16           | Quartos-finais         | Semifinais             | Final                  |
| Atleta                  | Prova            | Adversário e resultado        | Adversário e resultado | Adversário e resultado | Adversário e resultado | Adversário e resultado |
| ----------------------- | ---------------- | ----------------------------- | ---------------------- | ---------------------- | ---------------------- | ---------------------- |
| Satupaitea Farani Tavui | Peso meio-pesado | CRO M. Šivolija-Jelica D RSCH | Não avançou            | Não avançou            | Não avançou            | Não avançou            |

### Canoagem de velocidade
| Atleta                   | Evento               | Eliminatórias | Eliminatórias | Semifinais | Semifinais | Final       | Final       |
| Atleta                   | Evento               | Tempo         | Pos.          | Tempo      | Pos.       | Tempo       | Pos.        |
| ------------------------ | -------------------- | ------------- | ------------- | ---------- | ---------- | ----------- | ----------- |
| Rudolph Berking-Williams | K-1 500 m masculino  | 1:47.839      | 8 QS          | Não partiu | Não partiu | Não avançou | Não avançou |
| Rudolph Berking-Williams | K-1 1000 m masculino | 4:00.784      | 7 QS          | 4:04.658   | 9          | Não avançou | Não avançou |

### Halterofilismo
| Atleta      | Prova  | Arranque  | Arranque | Arremesso | Arremesso | Total | Pos.             |
| Atleta      | Prova  | Resultado | Pos.     | Resultado | Pos.      | Total | Pos.             |
| ----------- | ------ | --------- | -------- | --------- | --------- | ----- | ---------------- |
| Ele Opeloge | +75 kg | 119.0     | 4        | 150.0     | 3         | 269.0 | Medalha de prata |

### Tiro com arco
| Atleta        | Prova                | Ronda de classificação | Ronda de classificação | Ronda dos 64                | Ronda dos 32           | Ronda dos 16           | Quartos-finais         | Semifinais             | Final                  | Final       |
| Atleta        | Prova                | Pontuação              | Pos.                   | Adversário e resultado      | Adversário e resultado | Adversário e resultado | Adversário e resultado | Adversário e resultado | Adversário e resultado | Pos.        |
| ------------- | -------------------- | ---------------------- | ---------------------- | --------------------------- | ---------------------- | ---------------------- | ---------------------- | ---------------------- | ---------------------- | ----------- |
| Joseph Walter | Individual masculino | 563                    | 64                     | MEX J. Serrano (1) D 88-116 | Não avançou            | Não avançou            | Não avançou            | Não avançou            | Não avançou            | Não avançou |